# Komono (Mie)
Komono (菰野町 Komono-chō?) es un pueblo localizado en la prefectura de Mie, Japón. En junio de 2019 tenía una población de 40.487 habitantes y una densidad de población de 378 personas por km². Su área total es de 107,01 km².

## Geografía

### Localidades circundantes
- Prefectura de Mie
  - Yokkaichi
  - Inabe
- Prefectura de Shiga
  - Higashiōmi
  - Kōka

## Demografía
Según datos del censo japonés, la población de Komono ha aumentado en los últimos años.
| Año del censo | Población |
| ------------- | --------- |
| 1995          | 35.117    |
| 2000          | 37.972    |
| 2005          | 38.986    |
| 2010          | 39.978    |
| 2015          | 40.210    |